# Generacija X (1998.)
Generacija X (eng. American History X) je film iz 1998. režisera Tonyja Kayea.  Bavi se američkim neonacističkim i rasističkim pokretom.  Glavnu ulogu igra Edward Norton, nominiran za Oscara.  
Glavni likovi su dvojica braće: Derek je junak lokalnih neonacista koji se za boravka zatvoru promijenio, dok je mlađi Danny za to vrijeme krenuo njegovim stopama.  Radnja se odvija u danu kad je Derek izašao iz zatvora, a Danny za školu mora napisati esej o njemu (naslov eseja je naslov filma).  Kroz njihova sjećanja na prošlost otkrivaju se događaji, utjecaji i ideje koji su ih doveli do sadašnje situacije.  Obrađena su neka kontroverzna pitanja poput rasizma, rasnih razlika, emancipacije i imigracije, viđena kroz oči neonacista.  

## Glavne uloge
- Edward Norton: Derek Vinyard
- Edward Furlong: Danny Vinyard
- Jennifer Lien: Davina Vinyard
- Beverly D'Angelo: Doris Vinyard
- Avery Brooks: Dr. Bob Sweeney
- Elliott Gould: Murray
- Ethan Suplee: Seth Ryan

## Radnja
Danny je inteligentan tinejdžer koji se napisavši propagandni esej o Hitleru nađe u problemima u školi; ravnatelj Sweeney, crnac, mu zadaje da napiše esej o bratu, za kojeg smatra da mu je uzor, ili će biti izbačen iz škole.  Dannyjev brat Derek je lokalni neonacistički junak koji je isti taj dan izašao iz zatvora nakon što je tamo proveo tri godine zbog ubojstva dvojice crnaca.    Kroz film se u obliku uspomena prikazuje Derekova prošlost: nakon što mu je oca, vatrogasca, na dužnosti ubio crni kriminalac, inteligentan i obećavajući mladić, okrenuo se nacizmu i rasizmu.  Uz podršku lokalnog neonacističkog propagandista Camerona Alexandera, svojom karizmom uspio je okupiti bandu skinheada koja se upuštala u nasilne obračune s nepoželjnim susjedima.  Njegova agresivnost i mržnja počele su narušavati i obiteljski život, posebno odnos sa sestrom i majkom koje ne dijele njegove ideje.  
Jedne večeri skupina crnaca pokuša ukrasti Derekov automobil zbog čega se on sukobljava s njima i ubija dvojicu napadača.  Budući da je jednog ubio nepotrebno, i na vrlo brutalan način, osuđen je na zatvorsku kaznu.  U zatvoru se nađu u prijetećoj okolini jer su većina zatvorenika crnci, a Derek ima istaknutu tetoviranu svastiku.  Zaštitu mu pruža zatvorska neonacistička zajednica, no ozbiljni Derek ubrzo uviđa da su oni neprincipijelni licemjeri te se ponašaju kao crnačke bande koje prezire.  Iz sukoba s vođom izvlači kraći kraj i ubrzo se nađe u nezgodnom položaju ostavši bez njihove zaštite.  Pomaže mu crni kolega s kojim radi u zatvorskoj praonici i s kojim se postupno sprijateljuje.  Derek postaje nesiguran, njegov svjetonazor biva potresen, a do kraja ga potpuno napušta susrevši se ponovno sa Sweeneyjem, svojim nekadašnjim profesorom koji mu nudi pomoć.  
Izašavši iz zatvora želi popraviti vlastite greške iz prošlosti i urediti narušene odnose unutar obitelji.  Međutim, Danny je pod utjecajem Camerona krenuo njegovim stopama a lokalni neonacisti Dereka i dalje drže junakom.  Na neonacističkoj zabavi posvađa se s Cameronom i starim drugovima, a Dannyja svojim zatvorskim iskustvom uvjerava da napusti rasizam i mržnju.  Pomirivši se s obitelji Derek planira budućnost, obećava i pomoći Sweeneyju oko antinacističkog aktivizma.  Danny također piše esej u kojem raščišćava s prošlošću i sutradan ga odnosi u školu.  No dan ranije se u školi zavadio s članom bande, crncem, koji ga dočeka u i upuca.  Derek očajava nad njegovim mrtvim tijelom, a film završava citatom iz Lincolnovog govora koji poziva na zajedništvo rasa.  

## Zanimljivosti
- Riječ fuck se u filmu izgovara oko 200 puta.
- Citat s kraja filma je uzet iz inauguracijskog govora Abrahama Lincolna.
- Za potrebe snimanja filma Edward Norton je dobio 13 kilograma mišićne mase.
- Tony Kaye je zahtijevao da se kao režiser potpiše pseudonimom jer je bio nezadovoljan načinom kako je Norton uredio film prigrabivši sebi više scena nego je on planirao.  Nadležni su mu to odbili pa ih je na kraju i tužio.

## Vanjske poveznice
- Generacija X u internetskoj bazi filmova IMDb-a
- Recenzija Dragana Antulova